# Caligus flexispina
Caligus flexispina är en kräftdjursart som beskrevs av Lewis 1964. Caligus flexispina ingår i släktet Caligus och familjen Caligidae. Inga underarter finns listade i Catalogue of Life.